# Priscilla Gneto

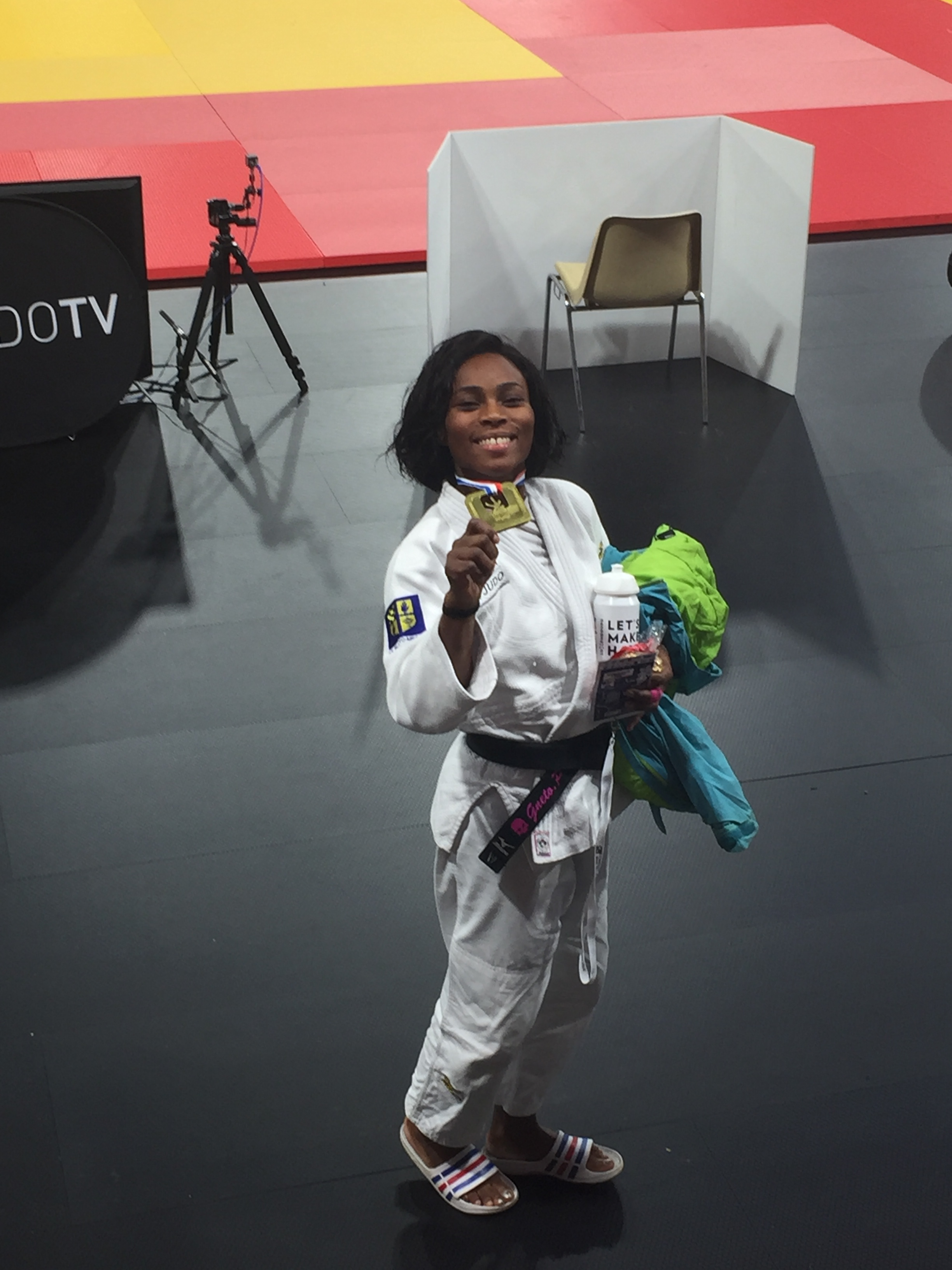
Priscilla Gneto (2019)

Priscilla Gneto (* 3. August 1991 in Yopougon, Elfenbeinküste) ist eine französische Judoka. Sie gewann 2012 eine olympische Bronzemedaille und war 2017 Europameisterin.

## Sportliche Karriere
Die 1,64 m große Judoka startete bis 2016 im Halbleichtgewicht, der Gewichtsklasse bis 52 Kilogramm. 2010 gewann sie eine Bronzemedaille bei den U20-Weltmeisterschaften. Im gleichen Jahr war sie französische Meisterin. 2011 belegte sie den fünften Platz bei den Weltmeisterschaften in Paris. Bei den Olympischen Spielen 2012 in London unterlag sie im Viertelfinale der Nordkoreanerin An Kum-ae, im Kampf um Bronze besiegte Gneto die Belgierin Ilse Heylen.
Bei den Weltmeisterschaften 2014 unterlag Gneto im Achtelfinale der Japanerin Yuki Hashimoto und schied aus, im Mannschaftswettbewerb gewannen die Französinnen den Titel gegen das mongolische Damenteam. Erst bei den Europameisterschaften 2016 gewann Gneto wieder eine internationale Medaille in der Einzelwertung, als sie erst im Finale der Kosovarin Majlinda Kelmendi unterlag. Dreieinhalb Monate später verlor sie bei den Olympischen Spielen 2016 in Rio de Janeiro ihren Auftaktkampf gegen die Schweizerin Evelyne Tschopp. 
Nach den Olympischen Spielen wechselte Gneto ins Leichtgewicht, die Gewichtsklasse bis 57 Kilogramm. 2017 besiegte Gneto bei den Europameisterschaften in Warschau im Finale die Deutsche Theresa Stoll und gewann ihren bis dahin wichtigsten Titel. 2018 erkämpfte sie eine Bronzemedaille bei den Mittelmeerspielen.
Priscilla Gneto ist die ältere Schwester von Astride Gneto.